# (5897) Novotná
(5897) Novotná est un astéroïde de la ceinture principale.

## Description
(5897) Novotná est un astéroïde de la ceinture principale. Il fut découvert le 29 septembre 1984 à l'Observatoire Kleť par Antonín Mrkos. Il présente une orbite caractérisée par un demi-grand axe de 2,58 UA, une excentricité de 0,18 et une inclinaison de 3,2° par rapport à l'écliptique.

## Compléments